# Mount Shute
Mount Shute är ett berg i Antarktis. Det ligger i Östantarktis. Nya Zeeland gör anspråk på området. Toppen på Mount Shute är 2 070 meter över havet, eller 480 meter över den omgivande terrängen. Bredden vid basen är 10,1 km.
Terrängen runt Mount Shute är huvudsakligen kuperad, men åt nordost är den platt. Trakten är obefolkad. Det finns inga samhällen i närheten.